# Hector Pieterson
Hector Pieterson (Soweto, 19 agosto 1963 – Soweto, 16 giugno 1976) è stato un attivista sudafricano, una delle vittime degli scontri di Soweto del 1976, divenuto un'icona della lotta anti-apartheid in Sudafrica. In suo onore è stato istituito nel 2002 lo Hector Pieterson Museum and Memorial, un museo commemorativo situato a Soweto. La giornata nazionale della gioventù in Sudafrica è stata fissata al 16 giugno, giorno dell'uccisione di Hector (che era nato il 19 agosto 1963).

## Biografia
A partire dal 16 giugno 1976, il South African Student Movement ("Movimento Studentesco Sudafricano") organizzò a Soweto una serie di manifestazioni con l'obiettivo di protestare contro la decisione del governo di introdurre l'obbligo di usare l'afrikaans (lingua parlata dai boeri, ma non dalla popolazione di colore del paese) come lingua unica nelle scuole di tutti i livelli del Sudafrica. In seguito alla repressione violenta della polizia, le manifestazioni vennero in seguito ricordate col nome di scontri di Soweto.
Durante la prima di queste manifestazioni, tenutasi nel quartiere di Orlando West a Soweto il 16 giugno, Pieterson fu colpito a morte da un proiettile esploso dalla polizia. Fu portato d'urgenza in ospedale, dove venne dichiarato il decesso.
Una foto scattata da Sam Nzima, che mostrava un giovane, Mbuyiswa, con in braccio il corpo esanime di Hector, e al suo fianco la sorella di Hector, Antoinette, che urlando chiedeva aiuto, fece il giro del mondo e divenne un simbolo della durezza del regime del National Party.

## Hector Pieterson Museum and Memorial
Il museo dedicato ad Hector fu inaugurato nel 2002 in Khumalo Street (Orlando West), poco lontano dal luogo in cui Hector fu ucciso (e nei pressi anche della prima casa di Nelson Mandela, anch'essa oggi adibita a museo). Raccoglie documentazione multimediale (soprattutto fotografie e video) sugli scontri di Soweto. Di fronte al museo si trovano una fontana e una targa commemorativi.